# 2004年日本の補欠選挙
2004年日本の補欠選挙（2004ねんにほんのほけつせんきょ）では、日本の立法府である衆議院と参議院の議員を補充するため2004年に行われた補欠選挙の結果について取り上げる。

## 概要
補欠選挙は、議員が辞職、あるいは死亡したこと等で、欠員が生じた場合にその欠員を補充するために行われる選挙である。2000年（平成12年）の公職選挙法改正によって、衆議院と参議院の補欠選挙は4月と10月の年2回にまとめて実施されている。
なお補欠選挙の期日については公職選挙法第33条の2において以下のように定められている。
- 9月16日から翌年の3月15日（第1期間）において衆議院議員及び参議院議員の再選挙または補欠選挙を行うべき事由が生じた場合は、当該期間直後の4月の第4日曜日に実施
- 3月16日からその年の9月15日（第2期間）までに衆議院議員及び参議院議員の再選挙または補欠選挙を行うべき事由が生じた場合は、当該期間直後の10月の第4日曜日に実施

第2期間において補欠選挙事由となる議員の欠員が生じなかったため、2004年に行われた統一補欠選挙は4月の前半選挙のみである。

## 4月に実施された補欠選挙
衆院3選挙区で投票が行われた。7月に行われる参院選の前哨戦として注目された今回の補欠選挙では3選挙区すべてで自民党候補が当選する結果となった。

## 補欠選挙の概要
- 告示日：2004年（平成16年）4月13日
- 投票日：2004年（平成16年）4月25日
- 選挙区：衆院3選挙区

埼玉県第8区
広島県第5区
鹿児島県第5区

### 選挙区と選挙事由
埼玉県第8区
- 選挙事由：新井正則衆議院議員（自由民主党）が公職選挙法違反（買収）疑惑の引責のため、議員辞職したことによる。
- 候補者：3名

| 候補者名 | 年齢 | 党派（推薦）         | 新旧 | 前職                              |
| -------- | ---- | -------------------- | ---- | --------------------------------- |
| 木下厚   | 59   | 民主党               | 前職 | 党県常任幹事                      |
| 柴山昌彦 | 38   | 自由民主党（公明党） | 新人 | 弁護士                            |
| 柳下礼子 | 57   | 日本共産党           | 新人 | - 政党役員 - （元）埼玉県議会議員 |
なお、木下は衆議院議員で前回の選挙では比例北関東ブロックで当選（重複立候補による復活）しており、補選への立候補届出により公職選挙法の規定で衆議院議員を退職（自動失職）となった。その後、民主党比例北関東ブロックの比例名簿から欠員補充として、次点者の本多平直が繰上当選となった。
広島県第5区
- 選挙事由：池田行彦衆議院議員（自由民主党、元外務大臣）の死去による。
- 候補者：3名

| 候補者名 | 年齢 | 党派（推薦）         | 新旧 | 前職                                         |
| -------- | ---- | -------------------- | ---- | -------------------------------------------- |
| 寺田稔   | 46   | 自由民主党（公明党） | 新人 | - 自民党第5選挙区支部長 - （元）内閣府参事官 |
| 松本進   | 51   | 日本共産党           | 新人 | - 党中部地区常任委員 - （元）竹原市議会議員  |
| 三谷光男 | 44   | 民主党               | 新人 | - 会社役員 - （元）蔵相秘書官                |
鹿児島県第5区
- 選挙事由：山中貞則衆議院議員（自由民主党、元通商産業大臣）の死去による。
- 候補者：3名

| 候補者名 | 年齢 | 党派（推薦）         | 新旧 | 前職                                             |
| -------- | ---- | -------------------- | ---- | ------------------------------------------------ |
| 茅野博   | 60   | 日本共産党           | 新人 | 党県委員                                         |
| 森山裕   | 59   | 自由民主党（公明党） | 新人 | 前参議院議員                                     |
| 竪山勲   | 55   | 民主党               | 新人 | ハンセン病違憲国賠訴訟全国原告協議団協議会副会長 |
なお、森山は参議院議員（鹿児島県選挙区選出）であり、補選への立候補届出により公職選挙法の規定で参議院議員を退職（自動失職）となった。任期満了（2004年7月）まで6か月を切っていたであったため、森山の退職に伴う参議院鹿児島県選挙区の補欠選挙は実施されず。
- 出典

衆議院埼玉県第8区選出議員補欠選挙結果調 (PDF) （総務省）
衆議院広島県第5区選出議員補欠選挙結果調 (PDF) 
衆議院鹿児島県第5区選出議員補欠選挙結果調 (PDF) 
統一補選（朝日新聞）

### 選挙結果
埼玉県第8区
- 当日有権者数：336,422
- 投票者数：118,482
- 投票率：35.22%（2003年総選挙投票率54.96%）
- 当選者：柴山昌彦（自由民主党）

| 当落 | 候補者   | 党派（推薦）         | 新旧 | 得票    |
| ---- | -------- | -------------------- | ---- | ------- |
| 当選 | 柴山昌彦 | 自由民主党（公明党） | 新人 | 52,543  |
|      | 木下厚   | 民主党               | 新人 | 46,945  |
|      | 柳下礼子 | 日本共産党           | 新人 | 17,655  |
|      |          |                      |      | 117,143 |
広島県第5区
- 当日有権者数：283,600
- 投票者数：157,458
- 投票率：55.52%（2003年総選挙投票率64.56%）
- 当選者：寺田稔（自由民主党）

| 当落 | 候補者   | 党派（推薦）         | 新旧 | 得票    |
| ---- | -------- | -------------------- | ---- | ------- |
| 当選 | 寺田稔   | 自由民主党（公明党） | 新人 | 78,769  |
|      | 三谷光男 | 民主党               | 新人 | 71,287  |
|      | 三浦進   | 日本共産党           | 新人 | 5,888   |
|      |          |                      |      | 155,944 |
鹿児島県第5区
- 当日有権者数：258,063
- 投票者数：141,720
- 投票率：54.92%（2003年総選挙投票率65.23%）
- 当選者：森山裕（自由民主党）

| 当落 | 候補者 | 党派                 | 新旧 | 得票    |
| ---- | ------ | -------------------- | ---- | ------- |
| 当選 | 森山裕 | 自由民主党（公明党） | 新人 | 115,820 |
|      | 竪山勲 | 民主党               | 新人 | 16,029  |
|      | 茅野博 | 日本共産党           | 新人 | 8,038   |
|      |        |                      |      | 139,889 |